# Левая Хуттыяха
Левая Хуттыяха — река в России, протекает по территории Ямало-Ненецкого автономного округа, Красноярского края. Устье реки находится в 67 км по левому берегу реки Хуттыяха. Длина реки составляет 44 км.

## Данные водного реестра
По данным государственного водного реестра России относится к Нижнеобскому бассейновому округу, водохозяйственный участок реки — Таз. Речной бассейн реки — Таз.
Код объекта в государственном водном реестре — 15050000112115300070257.